# Мадагаскарский бекас
Мадагаскарский бека́с (лат. Gallinago macrodactyla) — вид птиц из семейства бекасовых. Гнездятся только во влажной восточной половине Мадагаскара, от уровня моря до 2700 м над у. м. (чаще выше 700 м над у. м.). Миграций не совершают.

## Описание
Крупный бекас длиной 29-32 см.

## Биология
Сезон размножения продолжается с июля до января. Птицы питаются беспозвоночными (насекомыми и червями), опуская клюв глубоко в грязь, а также употребляют в пищу семена и растения. Побеспокоенные птицы замирают без движения и могут оставаться невидимыми благодаря своему камуфляжному окрасу.

## Сохранение
Птица не является обычной, размер популяции оценивается в 2500-9999 особей.
МСОП присвоил виду статус VU.